# مارتا دومینگز
مارتا دومینگز (اسپانیایی: Marta Domínguez‎؛ زادهٔ ۳ نوامبر ۱۹۷۵) دونده و سیاست‌مدار اهل اسپانیا است.